# Kadyki (Kozłowo)
Kadyki (deutsch Kadicki, 1938 bis 1945 Klein Sakrau, Abbau) ist ein kleiner Ort in der polnischen Woiwodschaft Ermland-Masuren und gehört zur Gmina Kozłowo (Landgemeinde Groß Koslau, 1938 bis 1945 Großkosel) im Powiat Nidzicki (Kreis Neidenburg).

## Geographische Lage
Kadyki liegt am Westufer des Flusses Neide (polnisch Nida) im Südwesten der Woiwodschaft Ermland-Masuren, 14 Kilometer südwestlich der Kreisstadt Nidzica (deutsch Neidenburg).

## Geschichte
Der vor 1820 Kadiki genannte kleine Ort bestand ursprünglich aus einem Neusassenhof und war vor 1945 ein Wohnplatz innerhalb der Landgemeinde Klein Sakrau (polnisch Zakrzewko). Im Jahre 1905 zählte Kadicki 42 Einwohner und wurde am 3. Juni – amtlich bestätigt am 16. Juli – in „Klein Sakrau, Abbau“ umbenannt.
Kadicki kam 1945 in Kriegsfolge mit dem gesamten südlichen Ostpreußen zu Polen und erhielt die polnische Namensform „Kadyki“. Heute ist der kleine Ort eine Ortschaft innerhalb der Gmina Kozłowo (Landgemeinde Groß Koslau, 1938 bis 1945 Großkosel) im Powiat Nidzicki (Kreis Neidenburg), bis 1998 der Woiwodschaft Olsztyn, seither der Woiwodschaft Ermland-Masuren zugehörig.

## Kirche
Bis 1945 war Kadicki/Klein Sakrau, Abbau in die evangelische Kirche Scharnau  (polnisch Sarnowo) in der Kirchenprovinz Ostpreußen der Kirche der Altpreußischen Union sowie in die römisch-katholische Kirche Soldau (polnisch Działdowo) eingepfarrt. Heute gehört Kadyki evangelischerseits zur Kirche Nidzica (Neidenburg) in der Diözese Masuren der Evangelisch-Augsburgischen Kirche in Polen, außerdem katholischerseits zur Pfarrei Sarnowo (Scharnau) im Erzbistum Ermland.

## Verkehr
Kadyki liegt an einer Nebenstraße, von Sarnowo (Scharnau) über Zakrzewko (Klein Sakrau) nach Wola (Wolla, 1938 bis 1945 Grenzdamm) führt. Eine Anbindung an den Bahnverkehr besteht nicht.